# Spoorlijn Travers - Buttes
De spoorlijn Travers - Buttes is een Zwitserse spoorlijn tussen Travers en Buttes in kanton Neuchâtel.

## Geschiedenis
Het traject werd door de Chemin de fer Régional du Val-de-Travers (RVT) in fases geopend:
- 24 september 1883: Travers - Fleurier
- 11 september 1886: Fleurier - Buttes.

## Treindiensten
De treindienst op dit traject wordt uitgevoerd door de Transports Régionaux Neuchâtelois (TRN) samen met de Schweizerische Bundesbahnen (SBB).

## Aansluitingen
In de volgende plaats is er een aansluiting van de volgende spoorlijn:

### Travers
- Neuchâtel - Pontarlier, spoorlijn tussen Neuchâtel en Pontarlier

### Fleurier
- Fleurier - St-Suipice, spoorlijn tussen Fleurier en St-Suipice (niet meer in gebruik)

## Elektrische tractie
Het traject werd in 1933 geëlektrificeerd met een spanning van 15.000 volt 16 2/3 Hz wisselstroom.

## Afbeeldingen

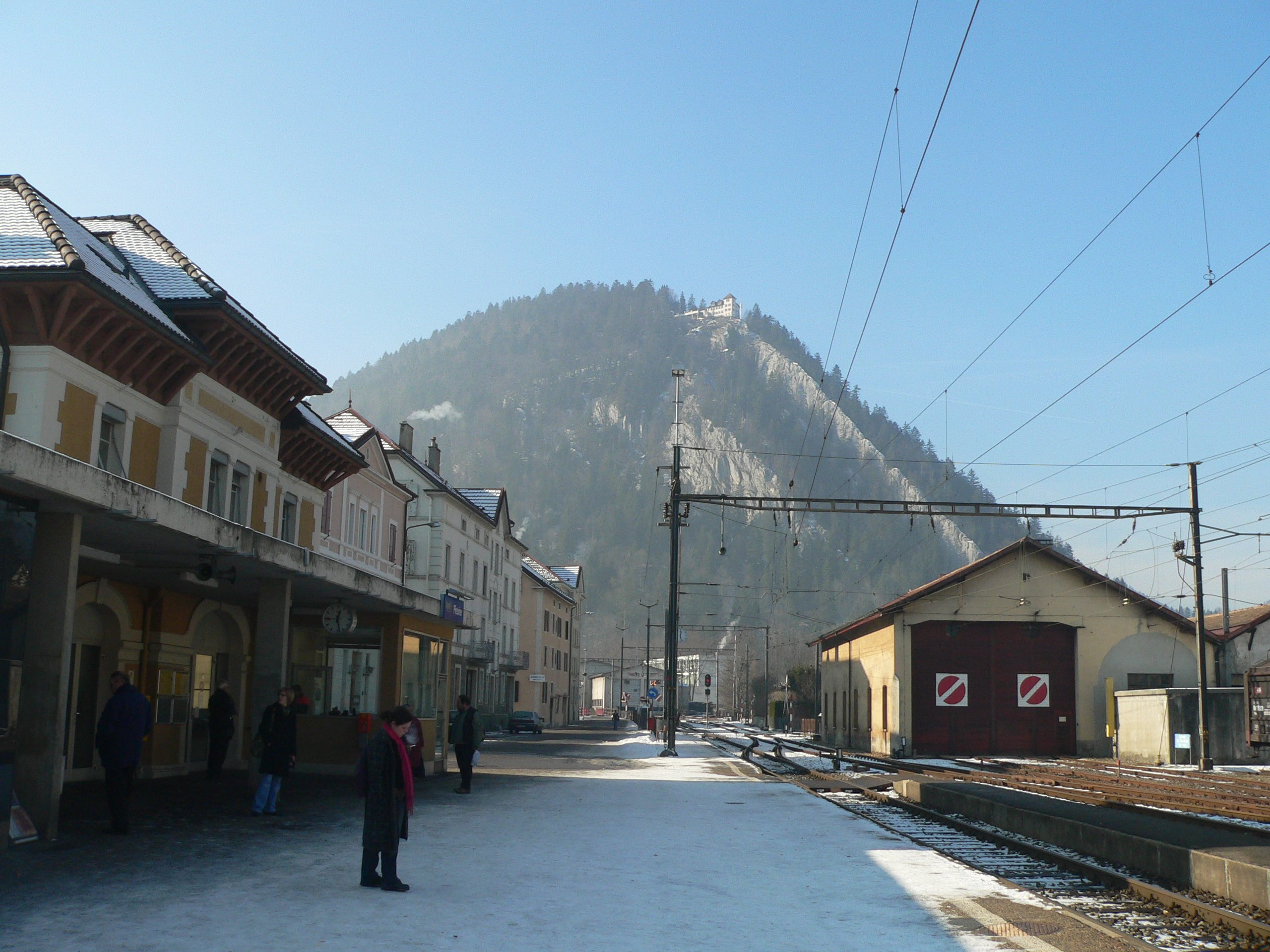
Station Fleurier
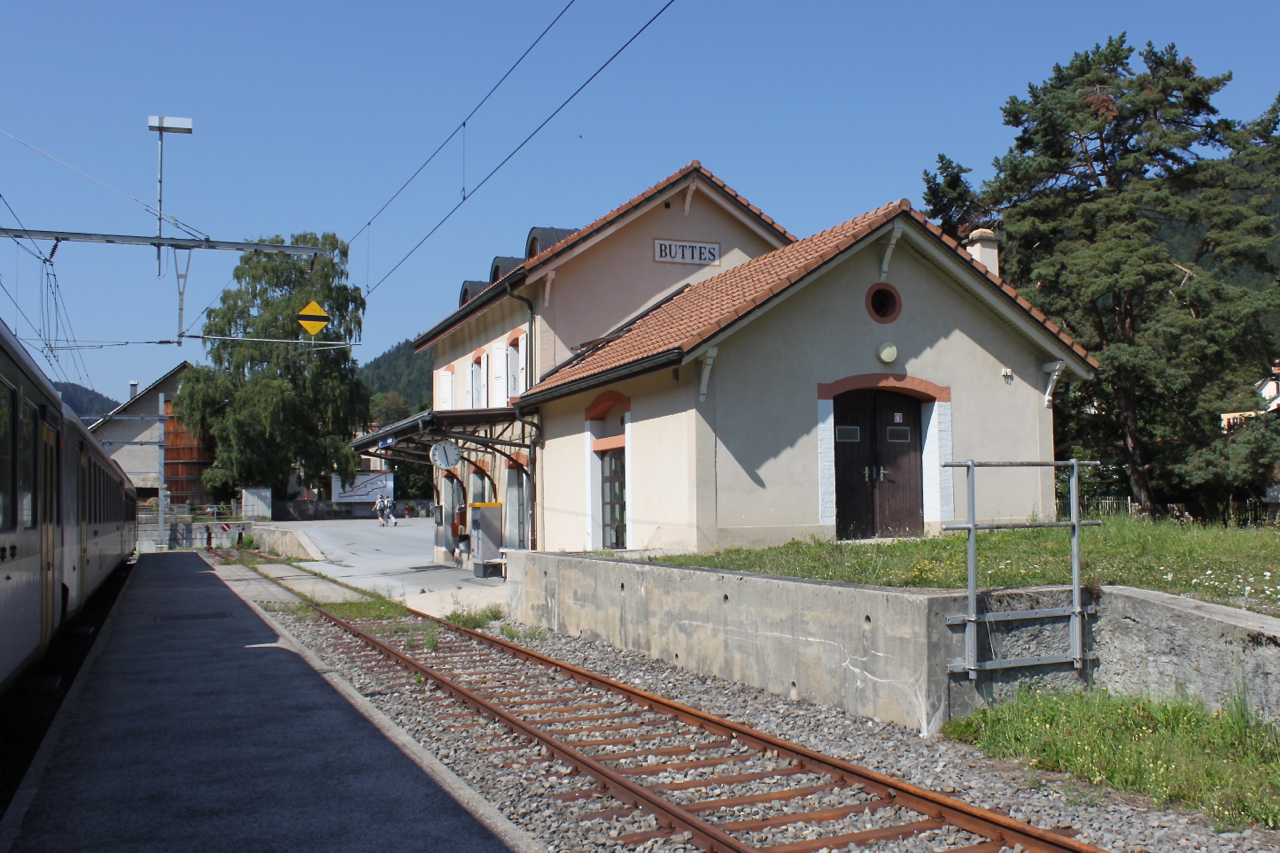
Station Buttes